# Rosso Piceno
Rosso Piceno DOC oder einfach Piceno DOC sind italienische Rotweine aus der Region Marken. Sie besitzen seit 1968 eine „kontrollierte Herkunftsbezeichnung“ (Denominazione di origine controllata – DOC), die zuletzt am 7. März 2014 aktualisiert wurde.

## Erzeugung
Rosso Piceno wird in zwei Weintypen angeboten:
- Rosso Piceno: Der Wein muss mindestens folgende Rebsorten enthalten: mindestens 35–85 % Montepulciano und 15–50 % Sangiovese. Höchstens 15 % andere rote, nicht-aromatische Rebsorten, die für den Anbau in der Region Marken zugelassen sind, dürfen zugesetzt werden.[1]
- Rosso Piceno Sangiovese: muss mindestens 85 % Sangiovese enthalten. Höchstens 15 % andere rote, nicht-aromatische Rebsorten, die für den Anbau in der Region Marken zugelassen sind, dürfen zugesetzt werden.[1]

## Anbau
Der Anbau und die Vinifikation der Weine sind nur gestattet in den Gemeinden Ascoli Piceno, Venarotta, Rotella, Montelparo, Santa Vittoria in Matenano, Monte San Martino, Penna San Giovanni, Gualdo und Sanginesio sowie weiteren beschriebenen Gebieten in den Provinzen Ancona, Macerata und Ascoli Piceno in der Region Marken.
Im Jahr 2017 wurden 70.105 hl DOC-Wein erzeugt.

## Beschreibung
Gemäß Denomination:

### Rosso Piceno
- Farbe: rubinrot, mehr oder weniger intensiv
- Geruch: charakteristisch, zart
- Geschmack: harmonisch, angenehm trocken
- Alkoholgehalt: mindestens 11,5 Vol.-%, für „Superiore“ 12,0 Vol.-%
- Säuregehalt: mind. 4,5 g/l
- Trockenextrakt: mind. 18,0 g/l, für „Superiore“ 21 g/l

### Rosso Piceno Sangiovese
- Farbe: rubinrot, mehr oder weniger intensiv
- Geruch: charakteristisch, zart
- Geschmack: harmonisch, angenehm trocken
- Alkoholgehalt: mindestens 11,5 Vol.-%
- Säuregehalt: mind. 4,5 g/l
- Trockenextrakt: mind. 18,0 g/l